# Périphériques pour les micro-ordinateurs Thomson
Ceci est une liste des périphériques officiels, c'est-à-dire figurant au catalogue, des micro-ordinateurs MO et TO Thomson.

## Périphériques pour la gamme 8-bits (MO et TO)
La plupart de ces périphériques sont compatibles avec l'ensemble de la gamme des machines. La compatibilité est parfois seulement partielle, en raison d'un manque logiciel ou d'une particularité technique.
| Réf. catalogue | Fabricant               | Désignation                              | Compatibilité              | Remarques |
| -------------- | ----------------------- | ---------------------------------------- | -------------------------- | --- |
| CC90-232       | Thomson-SIMIV           | Contrôleur de communication              | MO5, TO7, TO7/70, TO9      | Fournit un port parallèle et un port série. Le port série n'est pas exploitable sur les premières versions de MO5, qui ne fournissent pas le -5 V nécessaire. Les signaux série sont générés logiciellement (pas de contrôleur matériel). |
| RF57-932       | Thomson-SIMIV           | Contrôleur série                         | TO, MO                     | Fournit un vrai port série (utilise un contrôleur matériel). |
| CR50-001       | Thomson-SIMIV           | Crayon optique                           | MO, TO8, TO8D, TO9, TO9+   | Crayon optique de première génération |
| CR50-012       | Thomson-SIMIV           | Crayon optique                           | MO, TO8, TO8D, TO9, TO9+   | Crayon optique de deuxième génération |
| MK50-090       | Thomson-SIMIV           | Lecteur-Enregistreur de Programmes (LEP) | MO                         | Lecteur-enregistreur de cassettes pour la gamme MO (1re génération) |
| MK57-090       | Thomson-SIMIV           | Lecteur-Enregistreur de Programmes (LEP) | MO                         | Lecteur-enregistreur de cassettes pour la gamme MO (2e génération) |
| MK90-090       | Thomson-SIMIV           | Lecteur-Enregistreur de Programmes (LEP) | TO                         | Lecteur-enregistreur de cassettes pour la gamme TO (1re génération) |
| MK97-090       | Thomson-SIMIV           | Lecteur-Enregistreur de Programmes (LEP) | TO                         | Lecteur-enregistreur de cassettes pour la gamme TO (2e génération) |
| MK98-090       | Thomson-SIMIV           | Lecteur-Enregistreur de Programmes (LEP) | TO                         | Lecteur-enregistreur de cassettes pour la gamme TO (3e génération) |
| CD90-015       | Thomson-SIMIV           | Contrôleur de lecteur de disquette       | MO, TO                     | 1re génération, pilote les unités UD90-070. |
| UD90-070       | Thomson-SIMIV           | Unité de disquette                       | MO, TO                     | 1re génération, 5"1/4 simple densité, simple face (80 Ko). |
| CD90-640       | Thomson-SIMIV           | Contrôleur de lecteur de disquette       | MO, TO                     | 2e génération, pilote les unités DD90-320. |
| DD90-320       | Thomson-SIMIV           | Unité de disquette                       | MO, TO                     | 2e génération, 5"1/4 double densité, double face (320 Ko). |
| CD90-351       | Thomson-SIMIV           | Contrôleur de lecteur de disquette       | MO, TO                     | 3e génération, pilote les unités DD90-352 et QD90-280. |
| DD90-352       | Thomson-SIMIV           | Unité de disquette                       | MO, TO                     | 3e génération, 3"1/2 double densité, double face (640 Ko). |
| CQ90-028       | Thomson-SIMIV           | Contrôleur de Quick Disk Drive (QDD)     | MO, TO (sauf certains MO6) | Contrôleur pour le QD90-028. |
| QD90-128       | Thomson-SIMIV           | Quick Disk Drive (QDD)                   | MO, TO (sauf certains MO6) | 50 Ko par face. Version à trappe sur le dessus. |
| QD90-280       | Thomson-SIMIV           | Quick Disk Drive (QDD)                   | MO, TO                     | 50 Ko par face. Version à insertion sur la face avant. |
| DD09-350       | Thomson-SIMIV           | Lecteur de disquette 3"1/2 externe       | TO9                        | Simple face, double densité, 320 Ko |
| EB50-003       | Thomson-SIMIV           | Extension MO5                            | MO5                        | Fournit une alimentation interne, un lecteur de QDD, un port parallèle et 3 ports d'extension pour le MO5. Livré avec le QDOS, « Transfer » et le logiciel « Jane ».                                                                      |
| CJ90-101       | Thomson-SIMIV           | Extension musique et jeux                | MO5, TO7, TO7/70, TO9      | Fournit deux prises joystick pour MJ90-102 et un DAC 6 bits mono. Prises au format Videopac. |
| CM90-112       | Thomson-SIMIV           | Extension musique et jeux                | MO5, TO7, TO7/70, TO9      | Fournit deux prises joystick pour MJ90-102 et un DAC 6 bits mono. Prises au format Videopac. |
| SX90-018       | Thomson-SIMIV           | Extension musique et jeux (modèle 2)     | MO5, TO7, TO7/70, TO9      | Fournit deux prises joystick pour MJ90-018, MJ90-020 et un DAC 6 bits mono. Prises au format DB-9 (Atari et MSX). |
| MJ90-102       | Thomson-SIMIV           | Manette de jeu                           | MO5, TO7, TO7/70, TO9      | Avec prise au format Videopac. |
| MJ90-018       | Thomson-SIMIV           | Manette de jeu                           | MO5, TO7, TO7/70, TO9      | Avec prise au format DB-9 (Atari et MSX). |
| MJ90-020       | Thomson-SIMIV           | Manette de jeu                           | MO5, TO7, TO7/70, TO9      | Avec prise au format DB-9 (Atari et MSX). |
| IN57-001       | Thomson-SIMIV           | Incrustation vidéo                       | MO, TO                     | Permet de mixer l'image du téléviseur avec l'image de l'ordinateur. |
| DI90-011       | Thomson-SIMIV           | Numérisation                             | MO, TO                     | Permet de numériser une source vidéo composite monochrome. |
| CANDI          | Langage et Informatique | C.A.N.D.I.                               | MO, TO                     | Fournit deux ADC 8 bits et des lignes de contrôle TTL |
|                | Langage et Informatique | Omnibus                                  | MO, TO                     | Fournit huit I/O programmables |
|                | Léanord                 | Extension nanoréseau                     | MO, TO (sauf MO5NR)        | Liaison réseau à 500 kbit/s. Pour relier jusqu'à 31 machines et un serveur central. |
|                | LEGO-Dacta              | LEGO-Dacta Lines                         | MO, TO                     | Pilotage de modèles Lego Technic (moteurs et capteurs), utilisé dans l'enseignement. |
|                | Fischertechnik          | Computing interface                      | MO, TO                     | Pilotage de modèles Fischertechnik (en) (moteurs et capteurs), utilisé dans l'enseignement. |
|                | Logimus                 | Interface MIDI                           | MO, TO                     | |
|                | Cedic/Nathan            | Synthèse vocale                          | MO, TO (sauf TO9+)         | Utilise la synthèse à formants sur MEA8000 |
|                | Techni Musique          | Synthétiseur vocal                       | MO, TO (sauf TO8(D))       | Utilise également le MEA8000. Compatible avec le synthétiseur CEDIC. |
| MEGABUS1       | Péritek                 | Megabus 1                                | MO, TO                     | Fournit trois ports d'extension supplémentaires |
| MEGABUS2       | Péritek                 | Megabus 2                                | MO, TO                     | Fournit trois ports d'extension supplémentaires et une extension musique et jeux équivalente au SX90-018. |
|                | Péritek                 | Interface IEEE-488 (HP-IB)               | MO, TO                     | |
| IP075          | Péritek                 | Interface parallèle Centronics           | MO, TO                     | Fournit une interface parallèle standard (type compatible PC) |
|                | Langage et Informatique | Programmateur d'EEPROM                   | MO, TO                     | Fonctionne avec l'interface Omnibus. Programmation des 2764, 27128 et 27256. |
|                | Langage et Informatique | Carte à relais                           | MO,TO                      | Fonctionne avec l'interface Omnibus. |
|                | Langage et Informatique | Carte de moteurs pas-à-pas               | MO, TO                     | |
| MD90-120       | Thomson-SIMIV           | Modem 1200/75 bauds                      | TO                         | 1re génération |
| MD90-333       | Thomson-SIMIV           | Modem 1200/75 bauds                      | MO, TO                     | 2e génération |
|                | Free Game Blot          | Système d'alarme                         | MO, TO                     | |
| PR90-042       | Thomson-SIMIV           | Imprimante thermique 40 colonnes         | MO, TO                     | Livrée avec son interface parallèle. Il s'agit en réalité d'une Alphacom modèle 42 avec une étiquette Thomson. |
| PR90-055       | Thomson-SIMIV           | Imprimante matricielle 40 colonnes       | MO, TO                     | Il s'agit en réalité d'une imprimante Seikosha (en) GP-55AS avec une étiquette Thomson. |
| PR90-080       | Thomson-SIMIV           | Imprimante matricielle 80 colonnes       | MO, TO                     | Il s'agit en réalité d'une imprimante Seikosha (en) GP-100 avec une étiquette Thomson. |
| PR90-582       | Thomson-SIMIV           | Imprimante matricielle 80 colonnes       | MO, TO                     | Il s'agit en réalité d'une imprimante Seikosha (en) GP-550a avec une étiquette Thomson. |
| PR90-600       | Thomson-SIMIV           | Imprimante matricielle 80 colonnes       | MO, TO                     | Il s'agit en réalité d'une imprimante Seikosha (en) SP1000 avec une étiquette Thomson. |
| PR90-612       | Thomson-SIMIV           | Imprimante matricielle 80 colonnes       | MO, TO                     | Il s'agit en réalité d'une imprimante Olivetti DM100 avec une étiquette Thomson. |
| MM90-118       | Thomson-SIMIV           | Souris                                   | MO6, TO8, TO8D, TO9, TO9+  | Il s'agit en réalité d'une souris Mitsumi avec une étiquette Thomson. |
| MM90-120       | Thomson-SIMIV           | Souris                                   | MO6, TO8, TO8D, TO9, TO9+  | Il s'agit en réalité d'une souris Mitsumi avec une étiquette Thomson. |
| MS90-100       | Thomson-SIMIV           | Codeur-modulateur SÉCAM                  | TO7                        | |
| PA90-200       | Thomson-SIMIV           | Codeur-modulateur PAL (export)           | TO7                        | |
| RAM64-NR5      | Thomson-SIMIV           | Extension mémoire 64 Ko                  | MO5, MO5E                  | Étend la mémoire vive à 96 Ko (utilisé surtout dans le nanoréseau). Techniquement compatible avec le MO6 et le MO5NR (ext. à 192 Ko), mais non officiellement supporté.                                                                   |
| EM90-016       | Thomson-SIMIV           | Extension mémoire 16 Ko                  | TO7                        | Pour un total de 24 Ko RAM (et 32 Ko avec EXT8K) |
| EM97-064       | Thomson-SIMIV           | Extension mémoire 64 Ko                  | TO7/70, TO9                | Pour un total de 112 Ko RAM sur TO7/70 et 192 Ko RAM sur TO9 |
| EM88-256       | Thomson-SIMIV           | Extension mémoire 256 Ko                 | TO8, TO8D                  | Pour un total de 512 Ko RAM |
| EXT8K          | Péritek                 | Extension mémoire 8 Ko                   | TO7                        | Pour un total de 16 Ko RAM sans EM90-016 et 32 Ko RAM avec EM90-016 |
| ARA 07 001     | Aselec                  | Extension mémoire 64 Ko                  | Tous TO                    | Prend la place de la cartouche MEMO7 |
|                | Péritek                 | Clavier mécanique                        | TO7                        | |
|                | Saint-Ignan             | Clavier mécanique                        | TO7                        | |

## Périphériques pour le Thomson TO16 (compatible PC)
De manière générale, toutes les cartes d'extension au format ISA 8 bits produites pour les compatibles PC fonctionnent avec les TO16. Quelques périphériques font officiellement partie du catalogue Thomson :
| Réf. catalogue | Fabricant     | Désignation                  | Compatibilité   | Remarques                                                                                               |
| -------------- | ------------- | ---------------------------- | --------------- | --- |
| DD16-525       | Thomson-SIMIV | Lecteur de disquette externe | TO16PC, TO16PCM | |
| GB100          | Thomson-SIMIV | Carte graphique EGA          | Tous TO16       | En réalité une Renegade de Renaissance GRX avec une étiquette Thomson. Équipe le TO16 XPHD en standard. |
| MM16-SER       | Thomson-SIMIV | Souris                       | Tous TO16       | Il s'agit en réalité d'une Logitech C7 privée de son troisième bouton, avec une étiquette Thomson.      |
| KX-TEL II      | Kortex        | Modem interne 1200/75        | Tous TO16       | Le TO16 PCM (M=modem) est équipé de cette carte en standard.                                            |

## Galerie

Exemple de périphériques Thomson
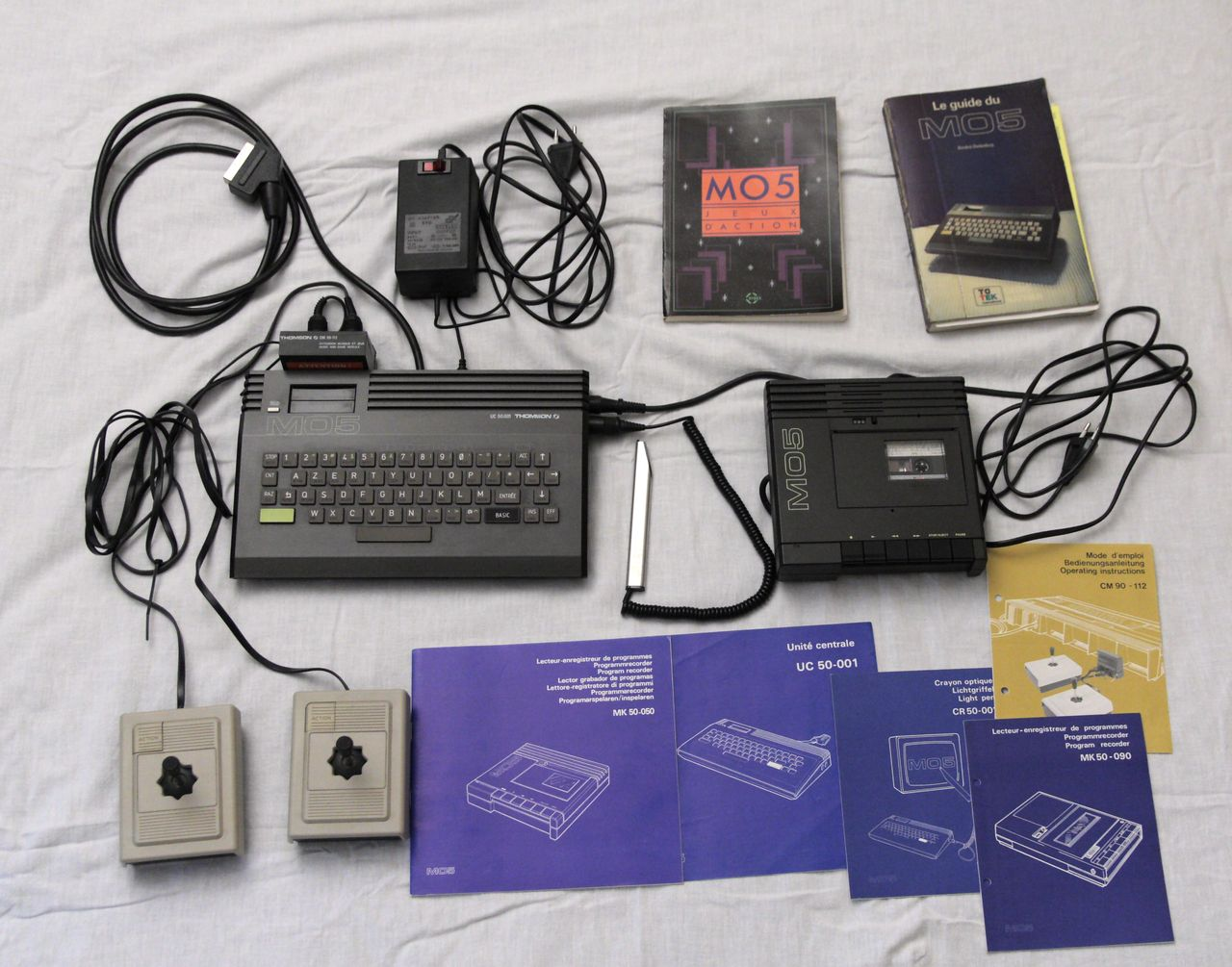
Thomson MO5 : principaux périphériques et livres.
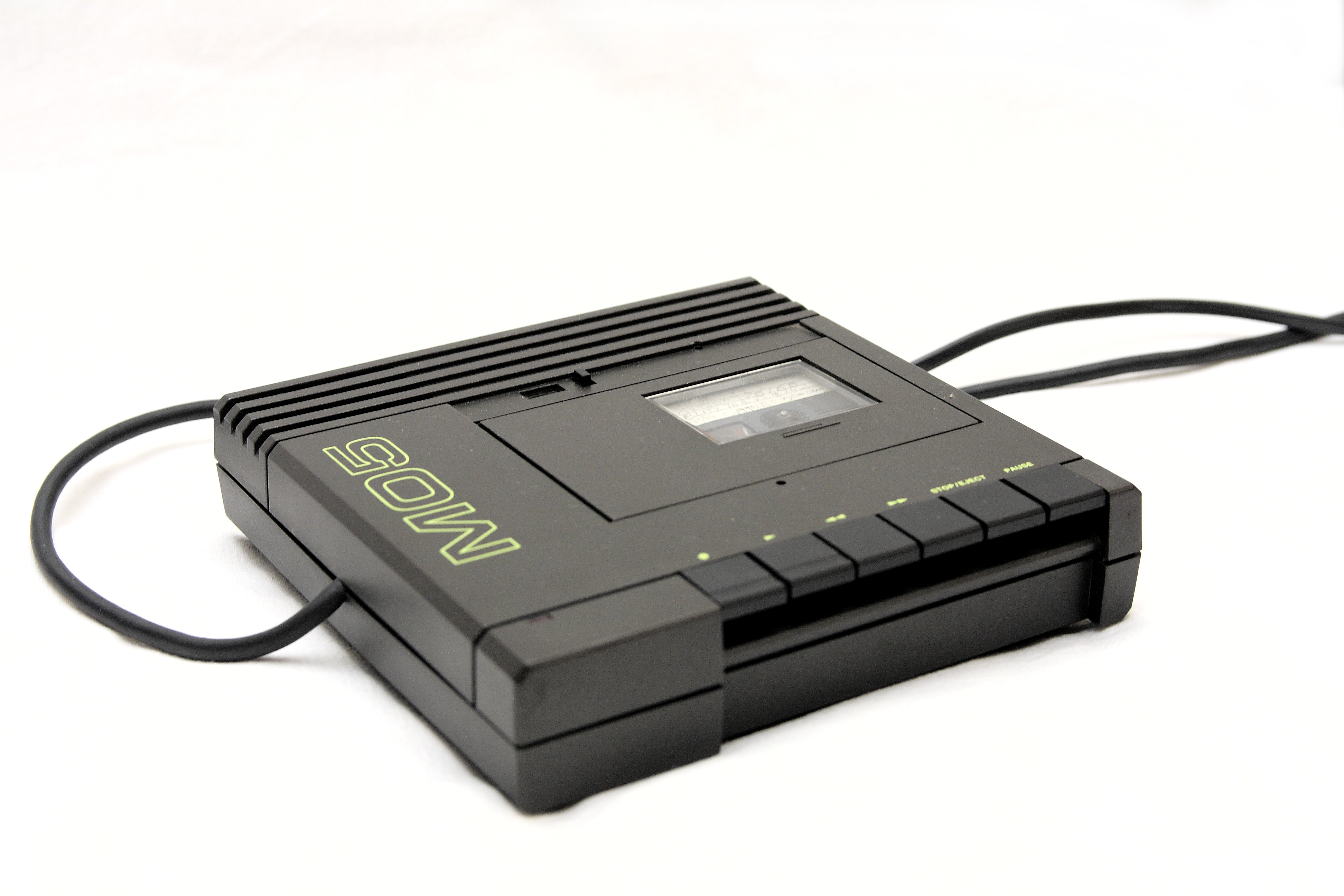
Lecteur-enregistreur de cassettes pour MO5.
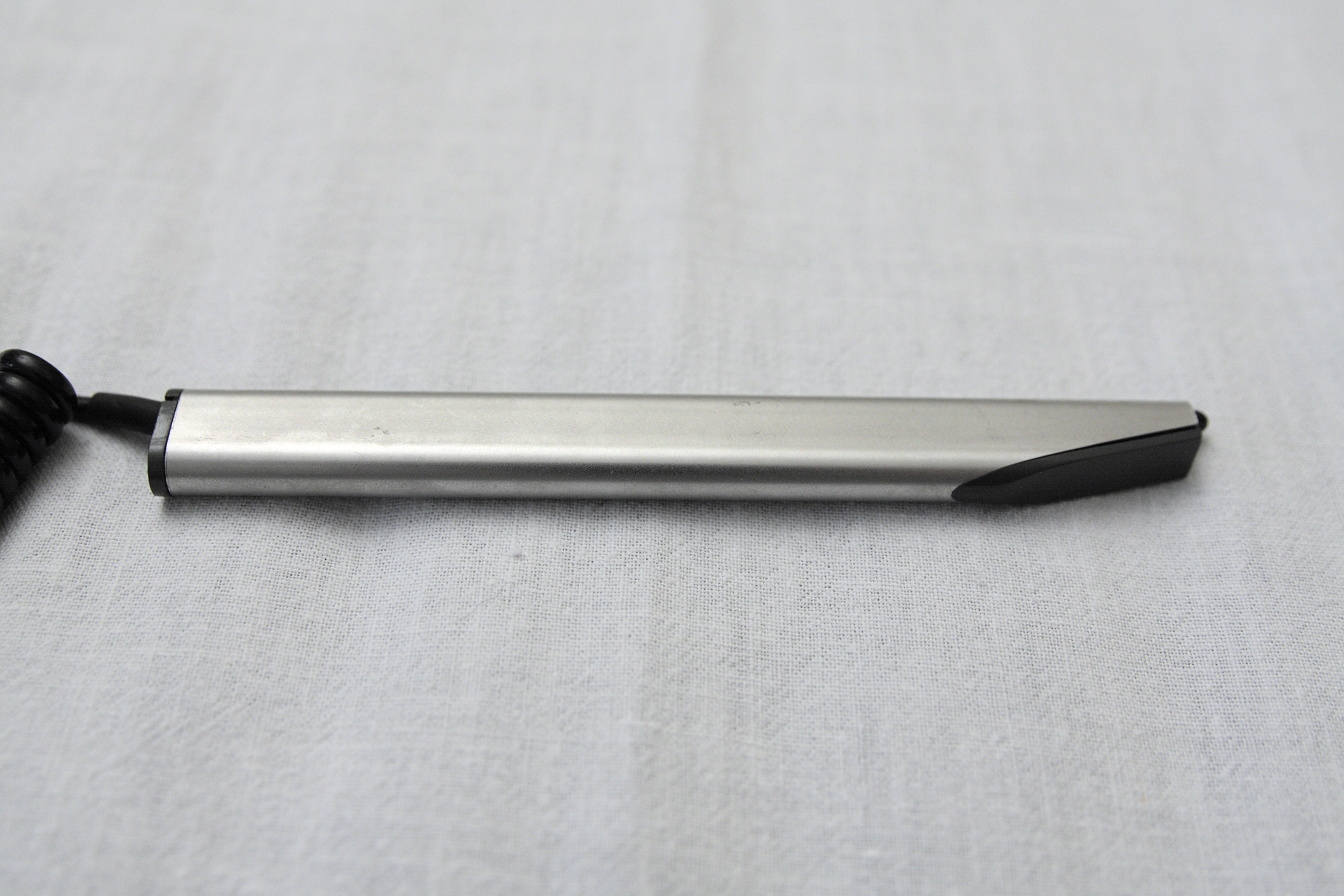
Crayon optique de Thomson MO5.
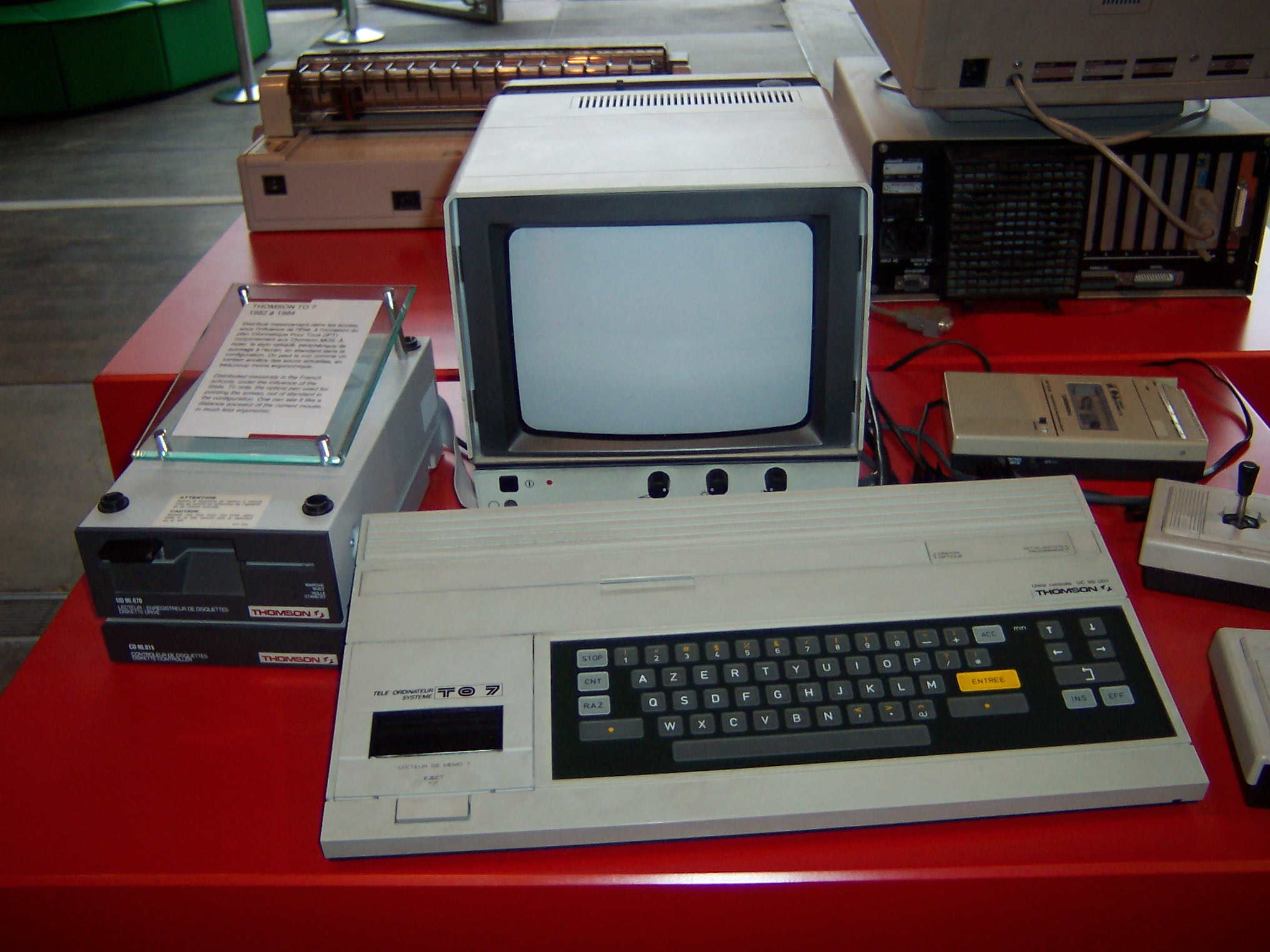
Thomson TO7 avec quelques périphériques.
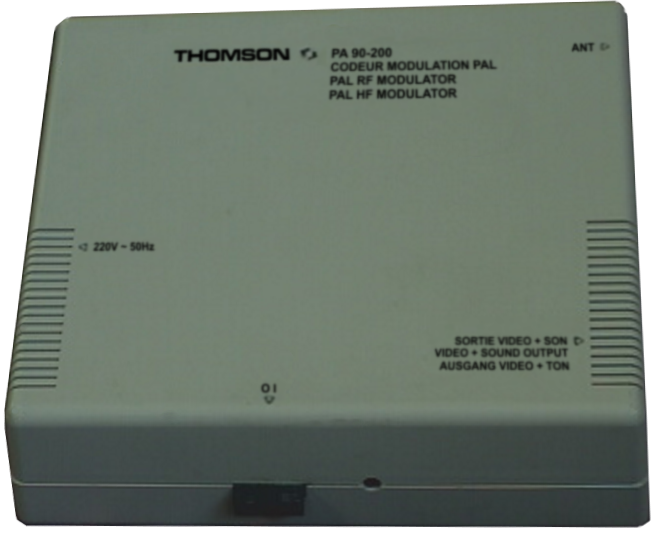
PA90-200 : codeur-modulateur PAL.